# Tereza Cristina
Pour les articles homonymes, voir Cristina.
Tereza Cristina Corrêa da Costa Dias, née le 6 juillet 1954 à Campo Grande (Brésil), est une femme politique brésilienne, membre du Parti socialiste puis des Démocrates.
De 2019 à 2022, elle est ministre de l'Agriculture dans le gouvernement du président Jair Bolsonaro. Depuis février 2023, elle est sénatrice et présidente du groupe Progressistas.

## Biographie
Elle est diplômée d'un bachelor en agronomie, obtenu à l'université fédérale de Viçosa. Dans l'équipe du gouverneur du Mato Grosso do Sul André Puccinelli (PMDB), elle est secrétaire chargée du développement agraire, de la production, de l'industrie, du commerce et du tourisme entre 2007 et 2014.
Lors des élections parlementaires de 2014, elle est élue députée fédérale dans l'État du Mato Grosso do Sul avec 75 149 voix. En janvier 2017, elle est élue présidente du groupe parlementaire du Parti socialiste brésilien (PSB) à la Chambre des députés (36 membres), l'emportant face à Tadeu Alencar (PE) par 22 voix contre 14.
Elle quitte le PSB en octobre 2017, après la décision du parti de rejoindre l'opposition au président Michel Temer. D'autres députés la suivent, comme Fabio Garcia (MT), Adilton Sachetti (MT) et Danilo Forte (CE), ainsi que le ministre des Mines et de l'Énergie, Fernando Coelho Filho (en). En décembre de la même année, elle rejoint le parti Démocrates (DEM), auquel appartient le président de la Chambre des députés Rodrigo Maia (RJ).
En 2018, elle dirige un comité parlementaire qui approuve le projet de loi no 6299, visant à assouplir la réglementation en matière de pesticides dans le pays. Elle est l'une des principales représentantes du « bloc ruraliste », proche des intérêts de l’agrobusiness,.
En novembre 2018, le président élu Jair Bolsonaro annonce son intention de la nommer ministre de l'Agriculture. Elle est soutenue par vingt membres du Front parlementaire de l'agriculture. Avec Damares Alves, elle est la seule femme du gouvernement. Elle entre en fonction le 2 janvier 2019. Au gouvernement, elle légalise un grand nombre de pesticides, et est fortement critiquée, notamment par la chercheuse Larissa Mies Bombardi.
Tereza Cristina est élue sénatrice lors des élections parlementaires de 2022. Alors qu'elle se positionne face à d'autres figures du bolsonarisme pour prendre la présidence du Sénat, elle a les faveurs du secteur de l'agrobusiness et des marchés financiers.
Après son élection, elle rejoint le parti Progressistas et devient présidente du groupe au Sénat en mars 2023.